# Jueces 13
Jueces 13 es el decimotercer capítulo del Libro de los Jueces en el Antiguo Testamento o la Biblia hebrea. Según la tradición judía, el libro fue atribuido al profeta Samuel, pero los eruditos modernos lo consideran parte de la Tradición deuteronómica, que abarca los libros de Deuteronomio a 2 Reyes, atribuidos a escritores nacionalistas y fervientes yahvistas durante la época del rey reformador de Judea Josías en el siglo VII a. C.. Este capítulo registra las actividades de jueces Sansón. Perteneciente a una sección que comprende de Jueces 13 a Jueces 16 y de Jueces 6:1 a Jueces 16:31..

## Texto
Este capítulo fue escrito originalmente en hebreo. Está dividido en 25 versículos.

### Testigos textuales
Algunos manuscritos antiguos que contienen el texto de este capítulo en hebreo pertenecen a la tradición del Texto Masorético, que incluye el Códice de El Cairo (895), el Códice de Alepo (siglo X) y el Códice Leningradoensis (1008).
Los manuscritos antiguos existentes de una traducción al griego koiné conocida como Septuaginta (originalmente se hizo en los últimos siglos a. C.) incluyen el Codex Vaticanus (B; {\displaystyle {\mathfrak {G}}}B; siglo IV) y Codex Alexandrinus (A; {\displaystyle {\mathfrak {G}}}A; siglo V). 

## Análisis
Un estudio lingüístico de Chisholm revela que la parte central del Libro de los Jueces (Jueces 3:7-16:31) puede dividirse en dos paneles basados en los seis estribillos que afirman que los israelitas hicieron el mal a los ojos de Yahvé:
Panel uno
A 3:7 ויעשו בני ישראל את הרע בעיני יהוה
Y los hijos de Israel hicieron lo malo ante los ojos del SEÑOR
B 3:12 ויספו בני ישראל לעשות הרע בעיני יהוה
Y los hijos de Israel volvieron a hacer el mal otra vez ante los ojos del SEÑOR
B 4:1 ויספו בני ישראל לעשות הרע בעיני יהוה
Y los hijos de Israel volvieron a hacer el mal otra vez ante los ojos del SEÑOR
Panel dos
A Jueces 6:1 ויעשו בני ישראל הרע בעיני יהוה
Y los hijos de Israel hicieron lo malo ante los ojos del SEÑOR
B 10:6 ויספו בני ישראל לעשות הרע בעיני יהוה
Y los hijos de Israel volvieron a hacer el mal otra vez ante los ojos del SEÑOR
B 13:1 ויספו בני ישראל לעשות הרע בעיני יהוה
Y los hijos de Israel hicieron el mal otra vez a los ojos del SEÑOR
Además, a partir de la evidencia lingüística, los verbos utilizados para describir la respuesta del Señor al pecado de Israel tienen patrones quísticos y pueden agruparse para ajustarse a la división anterior:
Primer panel
3:8 וימכרם, «y los vendió», de la raíz מָכַר, makar.
3:12 ויחזק, «y fortaleció», de la raíz חָזַק, khazaq.
4:2 וימכרם, «y los vendió», de la raíz מָכַר, makar.
Segundo panel
Jueces 6:1 ויתנם, «y él les dio», de la raíz נָתַן, nathan.
10:7 וימכרם, «y los vendió», de la raíz מָכַר, makar.
13:1 ויתנם, «y él les dio», de la raíz נָתַן, nathan.
Los capítulos 13-16 contienen la «Narrativa de Sansón» o «Ciclo de Sansón», una composición poética muy estructurada con una esbeltez casi arquitectónica desde el punto de vista literario. La sección completa consta de 3 cantos y 10 subcantos y 30 cánticos, como sigue:
- Canto I: la historia del nacimiento de Sansón (Jueces 13:2-25).
- Canto II : las hazañas de Sansón en Timna y Judá (Jueces 14:1-16:3)
- Canto III : hazañas de Sansón en el valle de Sorek y el templo de Dagón (Jueces 16:4-31).

La distribución de los 10 subcantos en 3 cantos es un 2 + 4 + 4 regular, con el siguiente número de cánticos por subcanto:
- Canto I: 3 + 3
- Canto II: 3 + 3 + 3 + 5 (¿3 + 2?)
- Canto III: 2 + 2 + 3 + 3

El número de estrofas por cántico en cada canto es bastante uniforme, con patrones numéricos en el Canto II que muestran una 'simetría concéntrica':
- Canto I: 4 + 4 + 4 | 4 + 4 + 4
- Canto Ila: 4 + 3 + 3 | 4 + 4 + 4 | 3 + 3 + 4 (concéntrico)
- Canto IIb: 4 + 4 + 3 + 4? + 4 (concéntrico)
- Canto III: 4 + 4 | 4 + 4 | 4 + 4 + 4 | 3 + 3 + 4

La regularidad de la estructura dentro de toda la sección clasifica esta composición como 'poesía narrativa' o 'narrativa poética'.

### Comentario a los versículos 13:1-21:25
Estos comentarios abarcan varios capítulos ya que los protagonistas descritos ocupan los citados en el título:
Después de relatar las historias de Jefté, Ibsán, Elón y Abdón, se repite el ciclo: los israelitas vuelven a pecar, y Dios los entrega a los filisteos (Jue 13,1). Este pueblo, establecido en las llanuras de Canaán, domina militarmente a Israel. Sin embargo, Dios envía a Sansón, de la tribu de Dan, como salvador. Desde su nacimiento, anunciado como milagroso, se establece que será nazareo, consagrado a Dios (Jue 13,2-24). 
Sansón es presentado como un hombre de carácter caprichoso, pero dotado de una fuerza extraordinaria para combatir a los enemigos de Israel, aunque esta fuerza proviene de Dios y no de su virtud personal (Jue 14-16,3). Finalmente, sucumbe ante Dalila, quien revela el secreto de su fuerza a los filisteos. Apresado y humillado, Sansón recupera su vigor al crecerle el cabello y se sacrifica, destruyendo a sus enemigos junto con él mismo (Jue 16,4-31).
Tras Sansón, el texto incluye dos relatos complementarios que exponen la corrupción y desorden interno en Israel. El primero narra la migración de la tribu de Dan y el protagonismo de un levita acogido por efrainitas (Jue 17-18). El segundo relata el maltrato de una concubina por los benjaminitas, lo que provoca una guerra entre las tribus y casi extingue a Benjamín (Jue 19-21). Ambos relatos subrayan la falta de unidad y la decadencia moral, reflejada en la frase: «En aquel tiempo no había rey en Israel; cada uno hacía lo que parecía recto a sus ojos» (Jue 17,6; 21,25).
El libro de los Jueces concluye mostrando que, pese a la misericordia de Dios al enviar salvadores, el pueblo persistió en su infidelidad, dejando claro que las desgracias sufridas son consecuencia de su propia culpa, no de la falta de poder o justicia divina.

## Israel oprimido por los filisteos (13:1)
Y los hijos de Israel volvieron a hacer lo malo ante los ojos del Señor; y el Señor los entregó en manos de los filisteos durante cuarenta años. 
La opresión de los israelitas por los filisteos se mencionó brevemente en Jueces 10:7, se enuncia aquí de nuevo con la fórmula permanente: «Y los hijos de Israel volvieron a hacer lo malo ante los ojos del Señor» (cf. Jueces 10:6; Jueces 4:1; Jueces 3:12).
- «Cuarenta años»: dado que Sansón juzgó a Israel durante 20 años durante los 40 años de opresión (Jueces 15:20; Jueces 16:31), debió comenzar su cargo de juez alrededor de los 20 años, justo después del incidente de su matrimonio con una mujer filistea (Jueces 14). [18] El final de los 40 años de opresión filistea fue la victoria decisiva bajo el mando de Samuel (1 Samuel 7), veinte años después de que los filisteos devolvieran el Arca de la Alianza, que habían arrebatado a los israelitas durante siete meses en su propio territorio (1 Samuel 6:1, 1 Samuel 7:2).[18] Por tanto, los veinte años de Sansón como juez de Israel tuvieron lugar en este marco temporal, poco después de la muerte de Eli (1 Samuel 4:18), hasta justo antes de la victoria final en Eben-Ezer (1 Samuel 7:12-1 Samuel 7:13)[18].

## Nacimiento de Sansón (13:2-25)
.

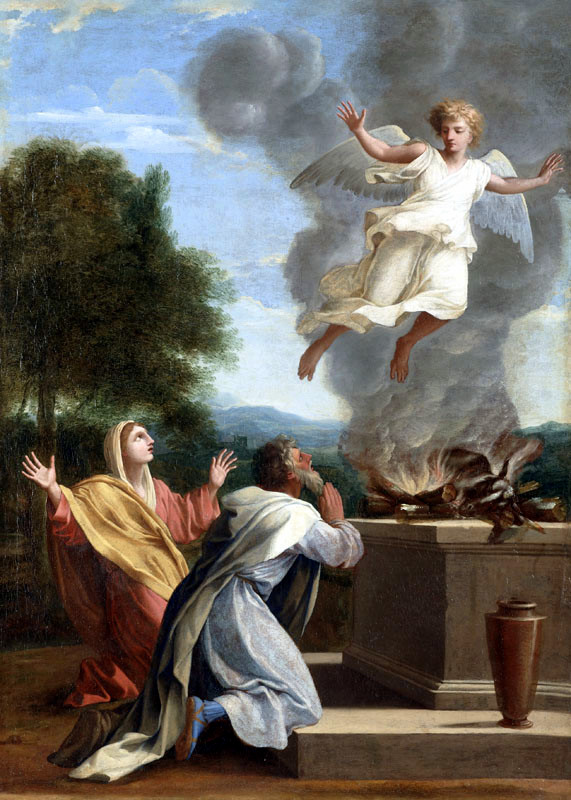
Manoa y su esposa estéril sacrifican una oveja al ángel del Señor (arriba), en El sacrificio de Manoa de Eustache Le Sueur, 1640-1650

La narración del nacimiento de Sansón sigue el patrón del nacimiento de los héroes en la tradición israelita, comenzando con una madre estéril (cf. Sara, Rebeca, Raquel y Hannah) que recibe una anunciación (Versículo 3), una teofanía especial en la que las mujeres suelen ser las 'principales destinatarias' (cf. María en Lucas 1), acompañada de instrucciones específicas para la madre y el hijo (versículos 4-6) que provocan una expresión de miedo o temor (versículo 22; cf. Rebeca en Génesis 25:22-23; Agar en Génesis 16:11-12; Sara y Abraham en Génesis 18). La identidad nazarea de Sansón (Versículos 4-6; 7; 14) concuerda con la descripción del texto sacerdotal de  Números 6, 1:21, pero entre las características nazareas, el motivo específico del cabello es especialmente central en la «Narrativa de Sansón». La madre de Sansón no tenía nombre, aunque fue ella quien recibió el importante mensaje sobre el nacimiento y especialmente sobre el cabello (versículo 5), y parece estar más tranquila (y creer más fácilmente el mensaje) que su marido (Manoa), que era temeroso e inseguro (cf. versículos 8, 12, 16 y 21 con 6-7, 10, 23).. Como confirmación de su importancia en la narración, es ella quien pone nombre al niño, Sansón («hombre del sol»; en hebreo: simson, mientras que semes significa «sol»), siguiendo la tradición de poner nombre al niño en la Biblia hebrea (cf. Ana en 1 Samuel 1:20; Eva en Caín y Abel en Génesis 4:1, y las matriarcas, Lea y Raquel).
La narración de los Versículos 3-24 tiene una estructura casi paralela a la de Jueces 16 en cuanto a la disposición del texto:
La mujer es estéril (13:2)
1) Una inclusión
1. Aparece un mensajero (hebreo: wyr) a la mujer (13:3-5)
2. B. La mujer se lo cuenta a su marido (13:6-8)
3. C. Él ruega que el mensajero vuelva (13:9)
4. A'. El mensajero viene otra vez a la mujer (13:9)
5. B'. Ella le dice que el hombre ha aparecido (hebreo: nr'h) (13:10)
2) Discurso cuádruple de pregunta y respuesta (13:11-18)
1. Primera pregunta y respuesta (13:11)
2. Segunda pregunta y respuesta (13:12-14)
3. Petición y respuesta (13:15-16)
4. Cuarta pregunta y respuesta (13:17-18)
3) Una inclusión
1. Manoa toma (hebreo: wyqh) una ofrenda agradable y de cereales (13:19)
2. El mensajero no vuelve a aparecer (13:20-21)
3. Manoah sabía que era mensajero de YHWH (13:21-22)
4. YHWH no habría tomado (hebreo: lqh) el holocausto (13:23)
La mujer da a luz un hijo (13:24)

### Versículo 25
Y el Espíritu del Señor comenzó a moverse sobre él en Mahaneh Dan entre Zorah y Eshtaol. 
- «Mahaneh Dan»: literalmente, «Campamento de Dan» (cf. Jueces 18:12).[22]

#### Comentario a los versículos 2-25
La vocación de Sansón es decidida por Dios antes de su concepción, siguiendo una estructura similar a la vocación de Gedeón (Jue 6,11-23). Un ángel se aparece a la esposa de Manóaj, una mujer estéril, para anunciar el nacimiento de un hijo consagrado a Dios como nazareo (Jue 13,3-5; cf. Nm 6,1-21). Su misión será liberar a Israel de los filisteos. Este relato une vocación, consagración y misión, mostrando que la iniciativa viene de Dios, quien, al contemplar las necesidades de su pueblo, prepara desde el nacimiento al salvador. 
La disponibilidad de Manóaj y su esposa para cumplir los designios divinos es notable (Jue 13,8.12), y el mensaje del ángel se confirma con una señal extraordinaria, como ocurre en otros momentos clave (cf. Jue 6,21; Lc 1,20.36). A la luz del Evangelio, este episodio anticipa la anunciación a María (Lc 1,26-38), donde también se destaca la respuesta generosa y delicada para aceptar la voluntad de Dios. Este relato invita a reflexionar sobre la apertura personal para cumplir los propósitos divinos en la propia vida.